# Mauro de Nadal
Mauro de Nadal (Caibi, 17 de outubro de 1971) é um político brasileiro, filiado ao Movimento Democrático Brasileiro (MDB). Atualmente deputado estadual, é o presidente da Assembleia Legislativa de Santa Catarina (ALESC).

## Biografia
Filho de Claudino de Nadal e Maria Izabel de Nadal, Mauro de Nadal nasceu em Caibi no Oeste Catarinense. Formou-se em Direito e recebeu especialização em gestão pública.

## Carreira
Foi prefeito de Cunha Porã (2001 - 2008) deputado à Assembleia Legislativa de Santa Catarina na 17ª legislatura (2011 — 2015). Nas eleições de 2014, em 5 de outubro, foi reeleito deputado estadual para a 18ª legislatura (2015 — 2019). Em 2018, foi reconduzido ao cargo para a 19ª legislatura (2019-2023).
Foi eleito presidente da ALESC por 38 votos. Após seu partido anunciar apoio à reeleição do governador Carlos Moisés, Mauro de Nadal foi cogitado como candidato a vice-governador. No entanto, preteriu buscar um novo mandato como deputado estadual.

## Desempenho em eleições
| Ano  | Eleição                    | Coligação                                               | Partido | Candidato a       | Votos          | Resultado |
| ---- | -------------------------- | ------------------------------------------------------- | ------- | ----------------- | -------------- | --------- |
| 2000 | Municipal de Cunha Porã    | Frente Popular (PMDB / PT / PSDB)                       | PMDB    | Prefeito          | 3.796 (53,83%) | Eleito    |
| 2004 | Municipal de Cunha Porã    | PMDB                                                    | PMDB    | Prefeito          | 3.620 (52,55%) | Eleito    |
| 2010 | Estadual em Santa Catarina | (DEM / PMDB / PSDB / PTB / PTC / PSL / PRP / PSC)       | PMDB    | Deputado estadual | 33.330 (1,03%) | Suplente  |
| 2014 | Estadual em Santa Catarina | Coligação PSD, PMDB, PRB e DEM (PSD / PMDB / PRB / DEM) | PMDB    | Deputado estadual | 54.110 (1,65%) | Eleito    |
| 2018 | Estadual em Santa Catarina | Mais por Santa Catarina (MDB / PSDB)                    | MDB     | Deputado estadual | 42.507 (1,27%) | Eleito    |